# Стэнсбери, Мелани
Мелани Энн Стэнсбери (англ. Melanie Ann Stansbury; род. 31 января 1979, Фармингтон, Нью-Мексико) — американский политик, представляющая Демократическую партию. Член Палаты представителей США от штата Нью-Мексико с 14 июня 2021 года.

## Биография
Родилась в Фармингтоне, штат Нью-Мексико, выросла в Альбукерке. Окончила Калифорнийский колледж Святой Марии (2002; диплом бакалавра по экологии человека и естественным наукам) и Корнеллский университет (2007; диплом магистра наук по социологии развития с дополнительной степенью по индеанистике).
С 2011 по 2015 год работала в Административно-бюджетном управлении Белого дома, затем в аппарате сенатского комитета по энергетике и природным ресурсам и помощницей сенатора Марии Кантуэлл. В 2018 году Стэнсбери была избрана в Палату представителей Нью-Мексико по 28-му округу на востоке Альбукерке, одержав победу над инкумбентом-республиканцем Джимми Холлом. В законодательном собрании штата занималась вопросами энергосбережения и управления водными ресурсами.
В 2021 году Стэнсбери участвовала в довыборах в Палату представителей США в первом избирательном округе Нью-Мексико, который освободился после назначения Деб Холанн министром внутренних дел в администрации Джо Байдена. 1 июня она одержала победу с результатом в 60,4 % голосов избирателей против 35,6 % за республиканца Марка Мурса.
Входит в Прогрессивный кокус Конгресса, объединяющий наиболее левых (прогрессивных) членов Конгресса США.